# Pierre Dagher
Pierre Dagher (arabe : بيير داغر)  est un acteur libanais né le 23 avril 1963,.

## Filmographie

### Au cinéma
- 2015: One Day I'll Leave
- 2012: 33 Days
- 2018: À l'heure de Damas

### À la télévision
- 2013: Qiyamat Al Banadiq
- 2011: Al Ghaliboun
- 2011: Made In Iran
- 2007: Madáre Sefr Darajeh[3]
- 2006: Khalid ibn al-Walid